# كأس إفريقيا للأندية البطلة 1970
كأس أفريقيا للأندية البطلة 1970 هي النسخة 6 من دوري أبطال أفريقيا .
توج أشانتي كوتوكو الغاني بالكأس على حساب تي بي أنغليبيرت الكونغولي.